# Montclar, Aveyron

Montclar este o comună în departamentul Aveyron din sudul Franței. În 1 ianuarie 2022 avea o populație de 140 de locuitori.